# Cismon (Torrente)
Der Cismon (deutsch veraltet Sismun) ist ein Torrente (Wildbach) in Norditalien, der durch die Provinzen Trient, Belluno und Vicenza fließt.
Er ist der größte Nebenfluss des Brenta, in den er bei Cismon del Grappa an der Grenze zwischen den beiden Provinzen Vicenza und Belluno mündet. Er ist gewissermaßen der zweite Quellfluss des Brenta, da er nicht viel kleiner ist. Denn ein Sprichwort von Primör sagt: El Brenta no sarìe el Brenta se ’l Cismon no ’l ghe dese na pénta (Der Brenta wäre nicht der Brenta, wenn ihm nicht der Cismon einen Antrieb gäbe).

## Verlauf
Der Torrente Cismon entspringt beim Passo Rolle unterhalb des Monte Castellazzo. Die höchste Erhebung seines Einzugsgebietes ist mit 3184 m s.l.m. der Cimon della Pala.
Sein Lauf liegt zu 70 % im Trentino, während der Unterlauf in der Region Veneto liegt. Nachdem er durch den Fremdenverkehrsort San Martino di Castrozza geflossen ist, erhält er bei Fiera di Primiero mit dem Torrente Canali seinen ersten bedeutenderen Zufluss. Nur wenig weiter südlich mündet bei Imer dann der Torrente Noana, ein weiterer linker Nebenfluss in den Cismon. An der Grenze zwischen den Provinzen Trient und Belluno, bei Pontet in der Schlucht Schener, wird er zum ersten Mal aufgestaut und bildet den gleichnamigen Stausee Schener. Kurz danach mündet von rechts der Torrente Vanoi in den Cismon. Bei Lamon wird er zum zweiten Mal aufgestaut und bildet den Lago di Pedesalto. Unmittelbar danach mündet der linke Zufluss Senaiga, der selbst nur wenige Kilometer zuvor zum Lago di Senaiga aufgestaut wird, in den Cismon.
Im Unterlauf führt er durch die Becken von Fonzaso und Arsiè. Auf der Höhe von Rocca d’Arsiè, einer Fraktion von Arsié an der sich das Tal wieder verengt, wurde Ende der 1950er Jahre durch die ENEL eine weitere Staumauer errichtet, so dass der Cismon hier den Lago di Corlo bildet. Nach der in der Schlucht errichteten Talsperre mündet er nur wenig später im Canale di Brenta bei Cismon del Grappa in den Brenta.